# ماگلن (روستا)
ماگلن (به بلغاری: Maglen) یک منطقهٔ مسکونی در بلغارستان است که در آیتوس واقع شده‌است.